# 職業訓練指導員 (貿易事務科)
職業訓練指導員 (貿易事務科)（しょくぎょうくんれんしどういん ぼうえきじむか）は、職業訓練指導員免許のうちの1つ。厚生労働省管轄。

## 受験資格
職業訓練指導員免許の受験資格と試験免除を参照。

## 試験科目
学科試験
1. 指導方法（職業訓練原理、教科指導法、訓練生の心理、生活指導及び職業訓練関係法規）
2. 関連学科

- 系基礎学科
  - 事務一般（企業形態、企業組織、応接法、OA機器、関係法規）
  - 安全衛生（安全管理、衛生管理）
- 専攻学科
  - 貿易実務（貿易実務、輸出実務、輸入実務）
  - 商業英語（商業英語）

実技試験
1. 貿易実務